# Amt Nortorfer Land
Het Amt Nortorfer Land is een Amt in de Duitse deelstaat Sleeswijk-Holstein. Het omvat 17 gemeenten in de Kreis Rendsburg-Eckernförde. Het bestuur zetelt in de stad Nortorf.

## Deelnemende gemeenten
1. Bargstedt
2. Bokel
3. Borgdorf-Seedorf
4. Brammer
5. Dätgen
6. Eisendorf
7. Ellerdorf
8. Emkendorf
9. Gnutz
10. Groß Vollstedt
11. Krogaspe
12. Langwedel
13. Nortorf, stad
14. Oldenhütten
15. Schülp b. Nortorf
16. Timmaspe
17. Warder

## Geschiedenis
Het Amt werd gevormd in 1970 door samenvoeging van de voormalige Ämter Bergstedt, Borgdorf en Timmaspe en de gemeenten Emkendorf en Deutsch Nienhof uit het opgeheven Amt Westensee. Bij de vorming bestond het uit 18 gemeenten. In 1976 werd de gemeente Deutsch-Nienhof op eigen verzoek opgeheven. Het noordelijke deel werd gevoegd bij de gemeente Westensee (Amt Achterwehr), het restant werd bij Langwedel gevoegd.In 1978 sloot de gemeente Holtdorf zich aan bij Bargstedt.
In 2007 werd de tot dan Amtvrije stad Nortorf bij het Amt gevoegd waarbij de huidige naam werd aangenomen.